# Список соборів Польщі
| Собор                                                           | Зображення | Розташування          | Дата                | Стиль     | Коментар   |
| --------------------------------------------------------------- | ---------- | --------------------- | ------------------- | --------- | ---------- |
| Собор Внебовзяття Діви Марії                                    |            | Білосток              | 1617—1626 1900—1905 |           |            |
| Собор Святого Миколая                                           |            | Бєльско-Бяла          | 1442—1447           | готика    |            |
| Собор Святих Мартина і Миколая                                  |            | Бидгощ                | XIV—XV ст.          | готика    |            |
| Собор Івана Хрестителя (Варшава)                                |            | Варшава               | 1390                | готика    |            |
| Собор Архангела Михаїла і Святого Флоріана                      |            | Варшава               | 1887 — 1904         | неоготика |            |
| Собор Війська Польського                                        |            | Варшава               | 1642                | бароко    |            |
| Собор Богородиці Переможниці                                    |            | Варшава               | 1929—1931           |           | конкафедра |
| Собор Внебовзяття Діви Марії                                    |            | Влоцлавек             | XIV—XV ст.          | готика    |            |
| Собор святого Івана Хрестителя (Вроцлав)                        |            | Вроцлав               | 1244-1272           | готика    |            |
| Собор Святої Марії Магдалини                                    |            | Вроцлав               | 1232                | готика    |            |
| Базиліка Святої Трійці, Пресвятої Богородиці та святого Бернара |            | Гданськ               | XIV ст.             | готика    |            |
| Базиліка Святої Діви Марії (Гданськ)                            |            | Гданськ               | XIII—XVI ст.        | готика    | конкафедра |
| Собор Святих Петра і Павла                                      |            | Гливиці               | 1886—1900           | неоготика |            |
| Прима́сова бази́ліка Внебовзя́ття Пресвятої Ді́ви Марі́ї             |            | Гнєзно                | 1342—1390           | готика    |            |
| Собор Внебовзя́ття Пресвятої Діви Марії                          |            | Гожув-Великопольський | XIII ст.            | готика    |            |
| Собор Богородиці — Матері Церкви                                |            | Голдап                | 1560                |           | конкафедра |
| Собор Святої Трійці                                             |            | Дорогочин             | 1696—1709           | бароко    |            |
| Собор Святого Серця Ісуса                                       |            | Ряшів                 | 1977—82             |           |            |
| Собор Різдва Богородиці                                         |            | Живець                | XV ст.              | готика    | конкафедра |
| Собор Святого Воскресіння і Апостола Фоми                       |            | Замостя               | 1587—1598           | ренесанс  |            |
| Собор Святої Ядвіги                                             |            | Зелена Гура           | 1294                |           | конкафедра |